# Punch-Out!! (arcade)
Punch-Out!! (パンチアウト!! Panchi-Auto!!) es un videojuego para arcade perteneciente al género de boxeo desarrollado por la empresa Nintendo, lanzado originalmente a finales del año 1983. Fue el primer videojuego de la serie de Punch-Out!, produciendo una secuela de arcade conocida como Super Punch-Out!!, un spin-off de la serie titulada Arm Wrestling, una versión muy popular para el NES originalmente conocido como Punch-Out Mike Tyson. y Super Punch-Out!! para SNES.
El videojuego de arcade introdujo personajes recurrentes de videojuegos como Glass Joe, Piston Hurricane, Bald Bull y Mr. Sandman. Fue el primer proyecto de Nintendo para el compositor Koji Kondo, quien más tarde continuaría escribiendo música en las series Super Mario y The Legend of Zelda.

## Modo de Juego
En el juego, el jugador asume el papel de un boxeador de pelo verde (a veces se dice que es Little Mac de las versiones de NES), conocido por tres iniciales que el jugador elige cuando comienza el juego. Durante los partidos, el boxeador del jugador se ve desde atrás como Wireframe para que los oponentes puedan ser vistos. El jugador debe medir sus golpes, esquivar y bloquear para vencer al boxeador oponente. Se dan pistas sobre el próximo movimiento de los oponentes mediante cambios sutiles en los ojos (el blanco de los ojos parpadea en amarillo), pero el jugador debe, en última instancia, predecir qué movimientos hará el oponente y reaccionar adecuadamente.
Una vez que el jugador derrota al último oponente, los oponentes se repiten con una mayor dificultad. El jugador tiene una ronda de 3 minutos para anotar un nocaut y perderá automáticamente si se acaba el tiempo. Un luchador derribado tres veces en una ronda no podrá levantarse, lo que provocará un golpe de gracia. En caso de que el jugador pierda, el vencedor controlado por computadora provocará al jugador y el hombre de la esquina intentará tentar al jugador a jugar nuevamente A través del distintivo discurso digitalizado del juego (pronunciando "¡Vamos, levántate y lucha!"). Los jugadores solo pueden jugar una vez por jugada. Al igual que muchos juegos realizados durante la Edad de Oro de los videojuegos de Arcade, no hay un final real y el juego continuamente se repite hasta que el jugador pierde.
El juego presenta una posición vertical modificada, y era inusual ya que requiere de dos monitores de video, uno encima del otro, para la pantalla del juego. El monitor superior se usa para mostrar estadísticas y retratos de combate, mientras que el inferior es la pantalla principal del juego (similar a los títulos de juego y vigilancia multipantalla de Nintendo y Nintendo DS) con la jugabilidad y los medidores de potencia (que representan resistencia) para cada luchador. Aparte de esto, el juego presenta más o menos un estándar vertical. El juego tiene una Palanca de mando con tres botones. Dos botones controlan los golpes izquierdos y derechos, uno para cada brazo (indicado por "¡Izquierda!", O "¡Derecha!" Cuando golpea la cabeza, o "golpe al cuerpo" cuando golpea el cuerpo con cualquier brazo). Un botón grande en la consola permite que el jugador realice un poderoso uppercut o gancho derecho, pero solo cuando el medidor "KO" en la pantalla está completamente lleno. El medidor aumenta cuando el jugador consigue un golpe con éxito, disminuye cuando el oponente aterriza uno, y cae a cero cuando el jugador es derribado. Una vez que el medidor está lleno, el discurso digitalizado del hombre de la esquina alienta al jugador a "¡Dejarlo!" o "¡Noquearlo!"

## Desarrollo

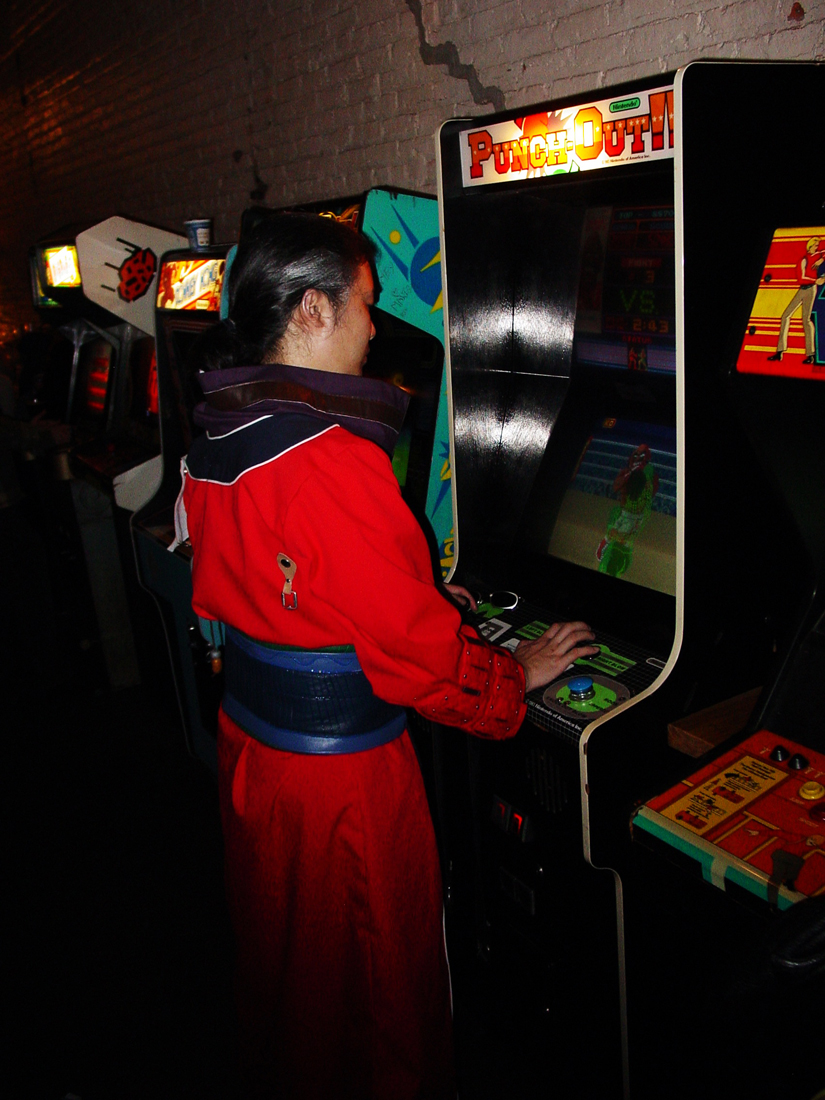
¡Un jugador de arcade jugando a la versión arcade de Punch-Out!

Genyo Takeda de la División de Investigación y Desarrollo de Integrados fue el desarrollador principal, y Shigeru Miyamoto diseñó los personajes. Fue lanzado en el primer trimestre de 1984 cuando Nintendo estaba fabricando varias máquinas recreativas que funcionaban con monedas. Nintendo tuvo una cantidad excesiva de monitores de video después del éxito de la serie Donkey Kong, basando las compras en la estimación de la demanda de videojuegos de arcade. Se les ofreció una propuesta para hacer un juego de arcade que utilizara dos monitores. Eligieron hacer un juego de boxeo, que utilizó la capacidad de acercar y alejar un objeto. Esta fue una característica que se encuentra más comúnmente en los juegos que implican volar, como los simuladores de vuelo, pero los desarrolladores eligieron el boxeo porque pensaban que sería una forma diferente de usarlo.
Miyamoto y Takeda discutieron sobre un videojuego arcade anterior creado por Takeda: EVR RACE, un juego de carreras de caballos del año 1975, que usaba una cinta de video. Era un juego mecánico, y era difícil de mantener después de su lanzamiento y tenía muchas averías. Mientras estaban desarrollando Punch-Out !!, los videojuegos basados en laserdisc se consideraron el siguiente gran avance en la industria de las máquinas recreativas. Sin embargo, el requisito de mantenimiento sería muy grande si lanzaran juegos basados en discos láser en todo el mundo. A pesar de esto, las personas de ventas nacionales querían algo así como laserdisc, por lo que trataron de encontrar si se podía hacer con semiconductores. Miyamoto explicó que es por eso que estaban interesados en microchips que podrían realizar acercamientos y mostrar imágenes en un tamaño similar al de un disco láser. Sin embargo, lo llamó un "bribón de proyecto", explicando que cuando hizo Donkey Kong, tuvo que animar cada barril rodante píxel por píxel. Cuando preguntó si podían usar el procesamiento en el lado del hardware para rotar la imagen, dijeron "no es imposible", cambiando de "no se puede hacer".
Dijo que se estaban creando muchas cosas nuevas, pero que la mayor parte aún estaba en desarrollo. Le dijeron a Miyamoto que podían acercar o rotar la imagen, pero no ambas a la vez. Planearon usar los microchips nuevos y los dos monitores, considerando alinearlos uno al lado del otro y hacer un gran videojuego de carreras, pero no fue lo suficientemente potente como para lograr esto, solo pudieron expandir una de las imágenes. Takeda dijo que si solo pudieran expandir una imagen, podría ser una persona. Esto finalmente le permitió convertirse en un juego de boxeo, con un oponente, decidiendo que un monitor era lo suficientemente bueno para un juego de boxeo. Estaban atrapados en ese punto, pero pensaron que una arena de boxeo tiene grandes luces y pancartas colgando del techo con cosas como "Partido por el título mundial de peso pesado" escrito en ellas.
Mario, Luigi, Donkey Kong y Donkey Kong Junior aparecen en la audiencia. La música del título del juego, también se escucha en la versión arcade de Super Punch-Out!! y las versiones de NES de Punch-Out!!, es en realidad el "Gillette Look Sharp March". Este tintineo, originalmente escuchado en anuncios de radio y televisión de Gillette, fue utilizado más tarde como la canción principal de la Cabalgata de Deportes de Gillette, que emitió combates de boxeo.

## Recepción
El videojuego arcade fue revisado en la edición de agosto de 1984 de Computer and Video Games, publicada en julio de 1984. La revista le dio al juego una crítica positiva, describiéndolo como un "knock-out" y un "fabuloso juego de boxeo". La revisión también elogió a los gráficos por ser "geniales" y "de dibujos animados" y concluyó que se trata de "un juego muy adictivo que es muy divertido de jugar".
¡¡Punch Out!! Más tarde se clasificó como en el Top 100 de Killer List of Videogames (KLOV), como uno de sus mejores 100 mejores videojuegos de todos los tiempos. También lo enumeró como el mejor juego del año para el año 1984.

## Legado
En Super Smash Bros. para Nintendo 3DS/Wii U, el protagonista de la serie Little Mac aparece como un luchador jugable. El personaje presenta un conjunto de trajes alternativos Wire Frame basados en su apariencia de los juegos de arcade originales. Little Mac también presenta una mecánica especial basada en el calibre KO de los títulos de la sala de videojuegos, que, una vez llenos, por lo general le permiten un KO instantáneamente a un oponente con un poderoso uppercut.

### Reediciones, secuelas y spin-offs
Durante el mismo año, una secuela de arcade de Punch-Out! titulado Super Punch-Out!! fue desarrollado y lanzado por Nintendo, que tiene menos boxeadores, pero más difíciles de luchar.
En 1985, un spin-off llamado Arm Wrestling fue desarrollado y lanzado en las salas recreativas solo en América del Norte por la misma compañía, que se basa en la lucha libre real.
En 1987, la creciente popularidad del Nintendo Entertainment System (NES) provocó el desarrollo y lanzamiento de Punch-Out Mike Tyson. para que la consola NES sucediera. Varios elementos, como los oponentes y sus nombres, se cambiaron para esta versión. En particular, el boxeador profesional Mike Tyson fue agregado como el jefe final del videojuego para promover su éxito al convertirse en un campeón. En 1990, cuando en el contrato de licenciamiento expiró el uso del nombre de Tyson en la versión de la consola, Nintendo reemplazó a Tyson con un personaje original llamado Mr. Dream, relanzándolo como Punch-Out! (también conocido como Punch-Out!! by Mr. Dream) Como el Punch-Out de Mike Tyson !!, Punch-Out!! con Mr. Dream no se parecía en nada a la versión arcade.
Durante su lanzamiento, el videojuego Game & Watch llamado Boxing fue relanzado como Punch-Out!!, que utilizó el arte de la caja frontal de la versión de Mr. Dream como su arte de paquete. Algunas veces fue lanzado con diferentes portadas.
Un título de Super Nintendo Entertainment System, Super Punch-Out! fue lanzado en 1994. Fue mucho más fiel al videojuego arcade; sin embargo, tampoco fue un puerto directo.